# Tambourissa crassa
Espèce
Tambourissa crassa est une espèce de plantes à fleurs de la famille des Monimiacées. Elle est endémique de l'île de La Réunion, département d'outre-mer français et région ultrapériphérique dans le sud-ouest de l'océan Indien.